# 広島医療体育学院専門学校野球部
広島医療体育学院専門学校野球部（ひろしまいりょうたいいくがくいんせんもんがっこうやきゅうぶ）は、広島県大竹市に本拠地を置き、日本野球連盟に加盟していた社会人野球の企業チームである。2007年に解散した。

## 概要
1994年、既に甲賀総合科学専門学校が加盟していた同じルネス学園系列の『大竹総合科学専門学校』として、日本野球連盟に登録した。
2001年、広島医療体育学院専門学校（HAMS）に校名が変更され、同時にチーム名を『広島医療体育学院専門学校』に改称した。
2005年の日本選手権中国地区2次予選では、ブロック予選を1位で通過し、専門学校初の2大大会出場かと思わせたが、その後代表決定戦で2連敗し、出場権を逃している。
2007年、廃校に伴い廃部となり、10月11日付けで正式に解散が公示された。なお、野球部は系列校である甲賀健康医療専門学校の硬式野球部へ統合された。

## 設立・沿革
- 1994年 - 『大竹総合科学専門学校』で日本野球連盟に登録
- 2001年 - 校名変更と同時に『広島医療体育学院専門学校』へ登録名も変更
- 2007年 - 廃校に伴い解散

## 主要大会の出場歴・最高成績
- 全国専門学校野球選手権大会 - 準優勝（1996年、第9回大会）

## 主な出身プロ野球選手
- 玉峰伸典（投手） - 卒業後、王子製紙米子、王子製紙春日井を経て、1998年ドラフト6位で読売ジャイアンツに入団